# Pieve Albignola
Pieve Albignola ist eine norditalienische Gemeinde (comune) mit 820 Einwohnern (Stand 31. Dezember 2023) in der Provinz Pavia in der Lombardei. Die Gemeinde liegt etwa 17 Kilometer westsüdwestlich von Pavia in der Lomellina. Im Nordosten begrenzt der Terdoppio die Gemeinde, im Süden der Po.

## Verkehr
Durch die Gemeinde führt die Autostrada A7 (ohne Anschluss) von Mailand nach Genua.